# Yesera Norte
Yesera Norte ist eine Ortschaft im Departamento Tarija im südamerikanischen Bolivien.

## Lage im Nahraum
Yesera Norte ist größter Ort des Kanton Yesera im Municipio Tarija in der Provinz Cercado. Die Ortschaft liegt am rechten, westlichen Ufer des Río Yesera, der flussabwärts in den Río Santa Ana mündet, einen Nebenfluss des Río Nuevo Guadalquivir.

## Geographie
Yesera Norte liegt günstig zwischen den verschiedenen Klimazonen des Landes am Rande der Anden, so dass in der Region meist mildes und angenehmes Wetter herrscht (siehe Klimadiagramm Tarija). In der Regenzeit zwischen Dezember und Februar (Sommermonate) kommt es häufig zu wolkenbruchartigen Gewittern. Der Rest des Jahres ist ausgesprochen niederschlagsarm.
Durch die jahrhundertelange Rodung ist die Landschaft erodiert und die Region um Tarija von kahlen Bergketten umrahmt. Früher einmal war das Gebiet um Tarija die Getreidekammer Boliviens. Heute besteht der Reichtum der Region neben der Landwirtschaft im Erdgas.

## Verkehrsnetz
Yesera Norte liegt in einer Entfernung von vierzig Straßenkilometern nordöstlich von Tarija, der Hauptstadt des Departamentos.
Durch Tarija verläuft in Nord-Süd-Richtung die Nationalstraße Ruta 1, die vom Titicacasee an der Grenze zu Peru über El Alto, Oruro und Potosí nach Tarija führt, und von dort weiter nach Bermejo an der Grenze zu Argentinien.
Acht Kilometer südöstlich des Stadtzentrums von Tarija zweigt die Nationalstraße Ruta 11 in östlicher Richtung von der Ruta 1 ab, und nach dreizehn Kilometern zweigt von der Ruta 11 kurz vor der Überquerung des Río Santa Ana eine Nebenstraße in nördlicher Richtung nach Yesera Norte ab. Sie erreicht Yesera Centro nach vierzehn Kilometern und Yesera Norte nach weiteren fünf Kilometern.

## Bevölkerung
Die Einwohnerzahl der Ortschaft ist im vergangenen Jahrzehnt deutlich angestiegen:
| Jahr | Einwohner         | Quelle       |
| ---- | ----------------- | ------------ |
| 1992 | keine Detaildaten | Volkszählung |
| 2001 | 362               | Volkszählung |
| 2012 | 442               | Volkszählung |
| 2024 |                   | Volkszählung |